# Parabupares
Parabupares is een geslacht van hooiwagens uit de familie Epedanidae.
De wetenschappelijke naam Parabupares is voor het eerst geldig gepubliceerd door S. Suzuki in 1982. 

## Soorten
Parabupares is monotypisch en omvat slechts de volgende soort:
- Parabupares robustus